# Феникс (футбольный клуб, Минск)
«Феникс» (бел. Фенiкс) — белорусский футбольный клуб из города Минска, основанный в 2011 году.

## Названия
- 2011—2015 — «АК Ждановичи».
- 2016—2018 — «КовчегСервис».
- 2019 — «Феникс».
- 2020—2021 — «Альфа».
- с 2022 — «Феникс».

## История и достижения

#### 2011—2015
Команда была основана в 2011 году при поддержке агрокомбината «Ждановичи», до 2014 года выступала в минской любительской лиге МЛФ. В 2013 году клуб победил в любительском чемпионате Минска, а также занял 3-е место на турнире «Кубок Независимости-2013» в Киеве.
В 2014 году команда заявилась во вторую лигу, где стала выступать в подгруппе А. Вскоре «АК Ждановичи» оказались на третьей строчке таблицы и не оставили его до конца первого этапа, таким образом попали в финальную группу. Однако, в финале команда выступила неудачно — 1 ничья при 7 поражениях — и заняла итоговое 8-е место. Нападающий «АК Ждановичи» Кирилл Самохвал с 25 голами стал вторым бомбардиром турнира.
В сезоне 2015 дела у команды пошли немного хуже. Потеряв половину игроков состава предыдущего сезона, «АК Ждановичи» вскоре оказались в нижней половине таблицы. Бюджет команды практически не выполнялся в 2015 году, но несмотря на отсутствие финансирования, во второй половине турнира команда стала набирать очки, она закончила на 8 месте из 10 в своей «группе А», после чего разгромила в стыковых матчах «Любань» (9:0, 3:0).
2013 год
- Чемпион г. Минска[7]
- Бронзовый призёр турнира «Кубок Независимости-2013» г. Киев, Украина

2014 год
- Чемпионат Беларуси, вторая лига — 8 место
- Кубок Беларуси— 1/16 финала

2015 год
- Чемпионат Беларуси, вторая лига — 15 место
- Кубок Беларуси — 1/32 финала
- Чемпионат АЛФ, первая лига — 7 место[8]

#### 2016—2018
В 2016 году из-за финансовых трудностей и прекращения финансирования со стороны агрокомбината «Ждановичи» команда отказалась от участия во второй лиге и под названием «КовчегСервис» заявилась в чемпионат минской любительской лиги АЛФ.
- Бронзовый призёр чемпионата АЛФ, первая лига[11]
- Бронзовый призёр первого турнира под эгидой АЛФ и ФК «Минск» — «Gorozhane Cup 2016»
- Бронзовый призёр Зимнего чемпионата АЛФ 2015/2016[12]
- Финалист утешительного кубка «АЛФ — International 2016»

В 2017 году «КовчегСервис» занял 2-е место в чемпионате г. Минска, но не смог удержаться в высшей лиге АЛФ — 15-е место.
В 2018 году «КовчегСервис» стал обладателем кубка г. Минска и получил право участвовать в Кубке Беларуси 2019/20. Команда заняла 2-е место в первой лиге АЛФ и вернулась в высшую лигу.
Бронзовый призёр чемпионата г. Минска, участник 1/4 финала Кубка Регионов Беларуси.

#### 2019
В связи с ликвидацией партнера команды ООО «КовчегСервис», на командном собрании было решено изменить название на Футбольный клуб «Феникс» и продолжить участие в чемпионате АЛФ, чемпионате г. Минска и кубке Беларуси.
7 сентября 2019 года на стадионе «РЦОП-БГУ» в Минске, ФК «Феникс» второй год подряд выиграл кубок г. Минска и получил право участвовать в Кубке Беларуси 2020/21 и Кубке Регионов Беларуси 2019.
В первом матче 1/4 финала Кубка Регионов Беларуси встречались обладатель кубка Минской области 2019 г. ФК «Строитель» (Копыль) и ФК «Феникс» (Минск). Сильнее были минские футболисты, которые обыграли своего соперника со счетом 1:0. Во втором матче техническую победу 3:0 одержал ФК «Феникс», так как в команде соперника были футболисты нарушающие регламент заявки турнира.
В 1/2 финала ФК «Феникс» встречался с обладателем кубка Гродненской области ФК "Спарта из Волковысска. В первом матче на минском стадионе «БГАТУ» победу 1:0 одержала ФК «Спарта». Во втором матче так же футболисты из Волковысска были сильнее 3:2.. В итоге ФК «Спарта» стала обладателем Кубка Регионов Беларуси 2019 г.
ФК «Альфа» — Серебряный призёр чемпионата г. Минска 2019

#### 2020
Генеральным партнером команды стала группа компаний «Альфа-К», на собрании было решено изменить название команды с ФК «Феникс» на ФК «Альфа» и продолжить выступление в чемпионате АЛФ, чемпионате г. Минска и Кубке Республики Беларусь.
16 мая ФК «Альфа» Минск выбыл из Кубка Республики Беларусь в 1 квалификационном раунде, проиграв на выезде ФК «Осиповичи» 1:3 .
ФК «Альфа» — Бронзовый призёр Зимнего чемпионата АЛФ 2019/2020
ФК «Альфа» — Бронзовый призёр чемпионата г. Минска 2020
АЛФ Высшая лига — 15 место

#### 2021
1/2 финала Кубка г. Минска
В 1/4 финала кубка г. Минска «Альфа» встречалась с командой «Юни Минск». Первая игра закончилась со счётом 1:1, второй матч закончился с таким же счётом, но в серии пенальти сильнее были игроки «Альфы» 4:3
В 1/2 финала кубка г. Минска «Альфа» встречалась с командой «Урожайная». Первая игра закончилась со счётом 0:0, во втором матче удача была на стороне «Урожайной» 3:1
АЛФ Первая лига — 14 место

#### 2022
В 2022 году название команды изменилось на «Феникс». Команда принимала участие трёх турнирах.
Финалист кубка г. Минска
На первом этапе кубка г. Минска «Феникс» занял первое место, победив трёх соперников в лице ФК «Энергетик-БГАТУ» 4:1, ФК «Урожайная» 3:1 и ФК «Метеор» 3:1. В финальном матче сильнее была команда ФК «Энергетик-БГАТУ» 1:0
АЛФ Первая лига — 7 место
Бронзовый призёр Зимнего чемпионата АЛФ 5х5

#### 2023
- Победитель Зимнего чемпионата АЛФ 8х8 2022/2023
- Финалист Зимнего кубка АЛФ 8х8 2022/2023
- Участник Кубка Минска
- АЛФ Первая лига — 3 место

2024
- Зимний чемпионат АЛФ 8х8 2023/2024 Лига 2 — 3 место
- Обладатель FONBET — Зимнего кубка АЛФ по футболу 8х8 2023/2024

## Руководство клуба
- Карманов Александр Михайлович — директор команды (2011—2014)
- Василевский Антон Петрович — главный тренер (2012—2014)
- Кораблев Павел Владимирович — директор команды (2015)
- Кораблев Павел Владимирович — владелец команды (с 2015)
- Дрожжа Дмитрий Анатольевич — главный тренер (2015—2018)
- Лосик Игорь Владимирович — главный тренер (с 2019)